# Grand Palais (Hanoi)
Il Grand Palais o Grand Palais de l'Exposition (Nhà Đấu xảo in vietnamita) era un vasto complesso espositivo di Hanoi in Vietnam. Costruito in epoca coloniale su iniziativa di Paul Doumer in occasione dell'Esposizione di Hanoi del 1902, anno in cui Hanoi divenne capitale dell'Indocina francese, l'edificio è andato completamente distrutto durante i bombardamenti alla fine della seconda guerra mondiale.

## Storia
Hanoi divenne la capitale dell'Indocina francese nel 1902, andando così a sostituire in questo ruolo la città di Saigon. Una grande celebrazione venne allora organizzata per marcare l'avvenimento il 26 febbraio 1902, alla quale assistettero l'imperatore Thành Thái e il governatore generale Paul Doumer; sempre in questa occasione venne celebrata l'inaugurazione del ponte Paul Doumer (l'attuale ponte Long Biên). Doumer desiderava ugualmente ospitare ad Hanoi una grande esposizione universale in modo tale da fare di Hanoi un centro internazionale. L'edificio che avrebbe ospitato l'evento venne progettato dall'architetto Adolphe Bussy e venne completato nel 1902, prima dell'esposizione, svoltasi tra novembre 1902 e febbraio 1903. I costi derivanti dalla costruzione del complesso espositivo e dall'organizzazione dell'evento pesarono fortemente sul bilancio dell'amministrazione cittadina, che rimase in deficit per circa un decennio.
Dopo la fiera, il palazzo divenne il Museo Maurice Long, il primo museo incentrato sull'economia dell'Indocina francese. La dedica è a Maurice Long, governatore generale negli anni 20.
Dopo aver preso il controllo del Vietnam, i giapponesi stabilirono la sede del loro esercito nel palazzo. Successivamente, verso la fine del conflitto, dei raid aerei americani portarono alla completa distruzione dell'edificio. Del maestoso complesso non restano oggi che due grandi statue bronzee di leoni, posizionate nel Parco della Riunificazione nel distretto di Hai Ba Trung.